# Венгрия на зимних Олимпийских играх 1964
Венгрия принимала участие в Зимних Олимпийских играх 1964 года в Токио (Япония) в девятый раз за свою историю, но не завоевала ни одной медали.

## Состав сборной
Сборная Венгрии состояла из 28 спортсменов (22 мужчины и 6 женщин), которые выступили в соревнованиях по хоккею, горнолыжному спорту, фигурному катанию, конькобежному спорту, прыжкам на лыжах с трамплина и лыжным гонкам.
Самой юной участницей сборной была 13-летняя фигуристка Жужа Альмаши, самой старшей - 33-летняя горнолыжница Ильдико Сендрёди-Ковари. 
Знаменосцем был хоккеист Лайош Коутнь.

## Результаты
Лучшим результатом венгерских спортсменов на этой Олимпиаде стало 8 место лыжниц в женской эстафете.

### Лыжные гонки
Соревнования прошли с 30 января по 8 февраля в 17 километрах от Инсбрука в местечке Зефельд. Старт и финиш гонок происходил на стадионе «Ланлауфцентрум», который был специально построен к Олимпиаде. В программу соревнований по сравнению с Олимпийскими играми 1960 года в Скво-Вэлли была добавлена женская гонка на 5 км. Все гонки, кроме эстафет, проходили с раздельным стартом участников.
Женщины
| Дистанция | Спортсменка    | Результат | Результат |
| Дистанция | Спортсменка    | Время     | Место     |
| --------- | -------------- | --------- | --------- |
| 5 км      | Каталин Хемрик | 21:26,7   | 29        |
| 10 км     | Мария Тарнаи   | 48:18,9   | 30        |
| 10 км     | Эва Балаж      | 46:04,7   | 19        |

Женская эстафета 3×5 км
| Спортсменки                           | Результат | Результат |
| Спортсменки                           | Время     | Место     |
| ------------------------------------- | --------- | --------- |
| Эва Балаж Мария Тарнаи Каталин Хемрик | 1’10:16,3 | 8         |

### Фигурное катание
Соревнования прошли с 29 января по 6 февраля на искусственном льду Олимпийского стадиона в Инсбруке .
Мужчины — одиночное катание
| Спортсмен  | Обязательные фигуры | Произвольная программа | Баллы  | Сумма мест | Место |
| ---------- | ------------------- | ---------------------- | ------ | ---------- | ----- |
| Йенё Эберт | 22                  | 18                     | 1586,9 | 188        | 21    |

Женщины — одиночное катание
| Спортсменка  | Обязательные фигуры | Произвольная программа | Баллы  | Сумма мест | Место |
| ------------ | ------------------- | ---------------------- | ------ | ---------- | ----- |
| Жужа Альмаши | 20                  | 14                     | 1702,2 | 159        | 17    |

### Хоккей
По результатам отбора команда Венгрии попала в группу «Б», по итогу всех игр заняла последнее 16 место.